# Богоявление (городской округ Семёновский)
Богоявле́ние — деревня в городском округе Семёновский Нижегородской области Россия.губернии.

## География
Деревня находится на правом берегу реки Керженец.

### Часовой пояс
Деревня Богоявление, как и вся Нижегородская область, находится в часовой зоне МСК (московское время). Смещение применяемого времени относительно UTC составляет +3:00.

## Население
| 2002 | 2010 |
| ---- | ---- |
| 261  | ↘231 |